# Resolució 726 del Consell de Seguretat de les Nacions Unides
La Resolució 726 del Consell de Seguretat de les Nacions Unides, adoptada per unanimitat el 6 de gener de 1992 després de reafirmar les resolucions 607 (1988), 608 (1988), 636 (1989), 641 (1989) i 694 (1991) i coneixenent la deportació de dotze palestins per part d'Israel als territoris ocupats, el Consell va condemnar les deportacions que violaven el Quart Conveni de Ginebra referits a la protecció dels civils en temps de guerra.
La resolució va lamentar l'acció i va reiterar que Israel s'hauria d'abstenir de deportar més palestins i garantir el retorn segur i immediat dels deportats. Israel no va complir amb la resolució i va continuar la deportació de palestins sospitosos d'estar involucrats en activitats terroristes als països àrabs veïns.